# Бугарски батаљон Христо Ботев
Бугарски народноослободилачки батаљон „Христо Ботев“ формиран је 19. децембра 1943. у селу Фуштани, област Меглен. Његови први борци били су бивши бугарски војници који су одлучили да се придруже НОВЈ.
У тајном договору с бугарским поручником Дичом Петровим, Први батаљон Треће оперативне зоне НОМ и ПОМ „Страшо Пинџур“ напао је бугарску пограничну јединицу код села Коњско (Ђевђелија) и карауле Коњски Гроб и Брце на планини Кожуф 15/16. децембра 1943. године, при чему је био заробљен 61 наоружан бугарски војник и један подофицир. Према одлуци Централног комитета КП Македоније и Главног штаба НОВ и ПО Македоније бугарским војницима је понуђено да се придруже НОПЈ. Њих 16 одбило је да им се придружи након чега су разоружани и пуштени да оду својим кућама, док су тројица успели да побегну. Након тога је од раније заробљених бугарских војника и новопридошлица формиран нови батаљон.
Командант батаљона био је Дичо Петров, а политички комесар Трифун Трифунов.
Батаљон је ушао у састав Друге македонске ударне бригаде, а затим, заједно с батаљоном „Стив Наумов“, ушао у састав Групе батаљона НОВ и ПОМ.

## Борбени пут батаљона
Батаљон је извршио напад на бугарску пограничну јединицу код села Коњско, учествовао у борби против немачких снага на Меглену 10. јануара 1944, учествовао у Фебруарском походу (31. јануар–15. фебруар) и у разбијању Прешевске и Жеглиговске бригаде ЈВуО код села Селце 29. фебруара. Тамо су им се придружили сви остали бугарски војници који су се до тада борили у осталим јединицама НОВЈ с кумановско-врањанског подручја.
По доласку у црнотравски крај, батаљон је почетком марта 1944. ушао у састав бугарског Трнског народноослободилачког одреда, од којег је касније била формирана бугарска Друга софијска НО бригада.